# Shenmue
Shenmue (シェンムー 一章 横須賀?, Shenmū Isshō: Yokosuka, lett. "Shenmue Capitolo 1: Yokosuka") è un videogioco action-adventure del 1999, sviluppato da Yu Suzuki di Sega-AM2 e pubblicato da SEGA per Sega Dreamcast. Con questo titolo Suzuki ha creato un nuovo genere videoludico, il FREE (Full Reactive Eyes Entertainment), basato sulla piena libertà di azione all'interno della mappa di gioco e la massima interattività possibile con l'ambiente circostante e con tutti i personaggi.

## IlFREE
Yu Suzuki ha creato la sigla FREE (Full Reactive Eyes Entertainment) per descrivere la serie di giochi iniziata da Shenmue.
L'obiettivo di questi videogiochi di ruolo non è completarli, ma immergersi totalmente nell'ambiente di gioco.
Alcune tecniche utilizzate in Shenmue e in Shenmue II per immergere il giocatore nell'ambiente di gioco comprendono l'utilizzo di tempo variabile durante il gioco e personaggi non giocanti che hanno i loro impegni nella loro vita virtuale.
Il clima meteorologico in Shenmue è lo stesso che è stato nella realtà nella zona e nell'anno in cui è ambientato il gioco.

## Trama
La storia narrata in Shenmue comincia a Yokosuka, cittadina della provincia giapponese, il 29 novembre 1986 e vede come protagonista il ragazzo diciottenne Ryo Hazuki che verso sera mentre sta tornando a casa vede un'automobile nera parcheggiata davanti al cancello e l'insegna del dojo del padre distrutta.
Ryo incomincia a preoccuparsi e l'apprensione aumenta appena vede la sua governante Ine-san caduta a terra stremata che riesce solamente a dirgli di recarsi al dojo del padre, ma Ryo non fa in tempo ad arrivare che il suo amico Fuku-san viene scaraventato fuori dalla porta della palestra. Il giovane entra allora nel dojo e vede un uomo cinese (solo più tardi Ryo scoprirà che il nome dell'uomo è Lan Di) minacciare Iwao Hazuki, padre di Ryo e proprietario del dojo Hazuki.
Lan Di chiede insistentemente a Hazuki-san di dargli uno specchio, ma poiché quest'ultimo rifiuta di lasciare lo specchio al cinese, Lan Di lo colpisce con un colpo di arti marziali. Ryo prova allora a difendere il padre, ma Lan Di è un lottatore esperto e facilmente riesce a prendere il giovane e a minacciarlo di morte. Iwao, che non resiste alla vista del proprio figlio in pericolo, si arrende e rivela a Lan Di il nascondiglio dello specchio ma il cinese, senza pietà, colpisce a morte Iwao e si dilegua a bordo della macchina parcheggiata all'esterno portandosi dietro lo specchio.
Da questo momento comincia l'avventura di Ryo Hazuki, che deve investigare sulla morte del padre, sul suo assassino e sullo specchio preso da Lan Di. Dopo qualche giorno di ricerca all'interno della città, Ryo scopre che forse una persona chiamata Master Chen potrebbe aiutarlo. Contattandolo, Ryo viene a scoprire che Lan Di fa parte di un'organizzazione criminale chiamata Chiyoumen e che esiste un altro specchio simile a quello rubato dal cinese al padre: lo Specchio della Fenice.
Continuando a investigare Ryo riesce a ottenere lo Specchio della Fenice, che il padre è riuscito a nascondere nei sotterranei del dojo prima di morire per nasconderlo a Lan Di; dopodiché si viene a scoprire che lo stesso Lan Di ha lasciato il Giappone per andare ad Hong Kong.
Ryo lo vuole inseguire e per farlo compra un biglietto navale per Hong Kong, che però gli viene rubato da un membro di una gang che si nasconde al porto. Allora il giovane Hazuki comincia a lavorare guidando muletti e spostando casse al porto per indagare su questa organizzazione criminale, collegata a Chiyoumen, chiamata Mad Angels che ostacola Ryo in tutti i modi provando anche ad ucciderlo pur di non farlo partire per Hong Kong, ma il giovane, grazie anche all'aiuto di Gui Zhang, figlio di Master Chen, riesce a superare tutti gli ostacoli e infine riesce a sconfiggere Chai, un assassino inviato da Lan Di.
Ryo può così partire alla volta di Hong Kong, per trovare Lan Di e scoprire i segreti degli specchi che tanto interessano al cinese.

### Personaggi
In Shenmue, Ryo Hazuki è il protagonista, nonché l'unico personaggio con il quale si gioca. Procedendo nel gioco, Ryo incontra vari personaggi legati in un modo o nell'altro alla storia narrata. I più importanti di questi sono Nozomi Harasaki, un'amica d'infanzia di Ryo con il quale ha un legame sentimentale, e Master Chen Yeo Wen, che guida Ryo nella sua avventura con la sua sapienza e gentilezza. L'antagonista principale è Lan Di. Altri due importanti antagonisti che Ryo incontra sono Chai, un veloce esperto di arti marziali che spesso parla della sua devozione a Lan Di, e Terry, che comanda la gang del porto conosciuta come Mad Angels.
Ci sono molti personaggi di supporto che permettono di creare uno spessore alla storia di Ryo e di capire la sua personalità più chiaramente. Il più importante di questi è la già citata Nozomi Harasaki, la quale nutre un amore profondo per Ryo. La loro relazione non riesce mai ad andare oltre all'amicizia, a causa dell'avventura di Ryo per vendicare la morte del padre. Le scene che coinvolgono Ryo e Nozomi sono spesso quelle più cariche emozionalmente, e forse sono quelle che più di ogni altra aiutano il giocatore a capire Ryo e il turbamento che soffre a causa della morte del padre. Altri amici d'infanzia e di famiglia, che popolano la zona di Yokosuka, servono a sviluppare meglio il personaggio di Ryo. Ci sono anche molti altri personaggi che popolano Yokosuka; nonostante questi personaggi occasionalmente possono fornire utili informazioni al giocatore, essi sono principalmente presenti per dare al gioco un'atmosfera più realistica possibile.

## Modalità di gioco
Il gameplay in Shenmue è diversificato; mentre la maggior parte del gioco si spende camminando in giro per l'atmosferica e realistica ambientazione Giapponese in terza persona (parlando alle persone, cercando oggetti, risolvendo enigmi e molto altro), il gameplay è costituito da dozzine di "mini-giochi", incluse gare di muletti e di moto, combattimenti da bar, inseguimenti attraverso strade affollate, la versione completa degli arcade Sega come Space Harrier e Hang-On (entrambi originariamente programmati da Yu Suzuki, direttore e creatore di Shenmue), freccette, e sequenze di 'free battle'.

### Avventure libere
La maggior parte di Shenmue è basata su Avventure Libere. Durante queste fasi, il giocatore esplora la zona di Yokosuka di solito per ottenere progressi nella narrazione. Spesso, questi progressi saranno raggiunti parlando alle persone del luogo, che possono fornire importanti indizi. Se il giocatore lo desidera, è possibile esplorare la zona semplicemente per divertimento senza proseguire nella storia. Ci sono varie attività a cui si può partecipare, la più conosciuta è la possibilità di giocare Space Harrier e Hang-On, due classici arcade di Yu Suzuki. Altri mini-giochi sono le freccette e il biliardo, ma ce ne sono molti altri. Molti giocatori trovano gratificante semplicemente esplorare le immense dettagliate ambientazioni di Shenmue. Yu Suzuki ha dichiarato che se un giocatore vuole vedere tutto quello che Shenmue ha da offrire e vivere l'esperienza in modo completo deve essere molto paziente e prendersi il tempo di esplorare le numerosi sfaccettature nascoste del gioco.

### QTE
Le QTE (Quick Time Event) sono in larga parte ciò che rende Shenmue un'esperienza unica. Durante queste sequenze, un tasto compare velocemente sullo schermo e il giocatore deve premere il rispettivo tasto per far eseguire l'azione a Ryo. I combattimenti contro gli avversari possono essere QTE così come possono essere Combattimenti Liberi. Oltre alle battaglie, le sequenze QTE sono usate per altre scene. Per esempio, ad un certo punto una sequenza QTE è usata quando Ryo deve inseguire un truffatore associato che gli ha rubato dei soldi. La sequenza ha luogo nel centro della trafficata città, e devono essere evitati un sacco di ostacoli. Col procedere del gioco, il tempo per premere il tasto diminuisce e il giocatore deve essere più veloce, e spesso le combinazioni di tasti diventano più complesse.
Le QTE non sono state inventate da Shenmue. Il primo esempio conosciuto di QTE è il gameplay di Dragon's Lair, uscito nel 1983. Nonostante non si chiamasse QTE (il termine è stato coniato da SEGA), il principio era lo stesso, e può essere visto come la vera origine. C'è anche un precedente esempio di un gioco SEGA nel quale si faceva un utilizzo di QTE: Die Hard Arcade, uscito nel 1996. Tuttavia, è stato Shenmue che ha fatto conoscere le QTE e a farle diventare una meccanica popolare al giorno d'oggi. Da quando Shenmue è uscito, tanti altri giochi hanno inserito al loro interno un sistema di QTE o qualcosa di simile. Qualche titolo importante che utilizza questo sistema è per esempio Resident Evil 4, Fahrenheit, Heavy Rain e Tomb Raider: Legend.

### Combattimento libero
I combattimenti liberi mettono Ryo contro uno o più nemici in un incrocio tra Virtua Fighter e Final Fight; Ryo ha una lunga lista di tecniche di arti marziali, quasi come in un picchiaduro vero e proprio. Il giocatore ha la possibilità di entrare in una modalità di allenamento, nella quale Ryo può allenare le sue varie tecniche, da solo oppure con un avversario amichevole - il quale aumenta la familiarità del giocatore col sistema di Combattimento Libero. Mentre si procede attraverso il gioco, il giocatore ha la possibilità di imparare più tecniche, aggiungendole al repertorio di Ryo per renderlo più potente. Ci sono molti esperti di arti marziali che Ryo incontra durante la sua avventura, ed essi gli offrono la spiegazioni di nuove mosse. Il giocatore ha la possibilità di rifiutare queste offerte, nonostante imparare queste mosse sia importante per il successo nei combattimenti, soprattutto quando gli avversari diventano più forti. Un altro metodo per imparare nuove tecniche sono gli Scroll Rolls, pergamene in cui sono scritti i movimenti del corpo da fare per una determinata mossa. Queste antiche pergamene possono essere trovate o comprate in vari luoghi del gioco. Una volta che Ryo ha letto la pergamena, la tecnica viene aggiunta al suo repertorio, ma il giocatore deve allenare la combinazione di tasti per fargliela imparare completamente. La massima espressione di questa modalità è una gigantesca rissa tra Ryo e il suo alleato Gui Zhang contro esattamente settanta nemici.

## Sviluppo del gioco
Il costo esatto di Shenmue è soggetto a molte speculazioni. In un'intervista su YouTube, Yu Suzuki ha affermato che il prezzo del progetto Shenmue (quindi Shenmue e Shenmue II) è stato di 70.000.000 di dollari.
Shenmue è stato sviluppato per circa cinque anni - dal 1994 al 1999 - ma il creatore Yu Suzuki ha più volte commentato che l'idea per questo gioco gli era venuta molti anni prima.

### Primi passi
Yu Suzuki ha più volte dichiarato che all'inizio dello sviluppo Shenmue doveva essere un RPG tradizionale basato sui personaggi e la storia del picchiaduro di successo Virtua Fighter. Il personaggio di Ryo era semplicemente Akira, personaggio di Virtua Fighter. L'evoluzione finale del personaggio di Ryo è molto diverso, ma c'è anche una chiara somiglianza visiva tra lui e Akira. Procedendo nello sviluppo del gioco, il personaggio diventò più originale e la storia si allontanò da quella di Virtua Fighter.
Inizialmente, Shenmue doveva essere una killer application per il Sega Saturn. Nonostante fosse molto potente per i suoi tempi, il Saturn non riusciva a sostenere un gioco del genere e lo sviluppo progrediva lentamente. Yu Suzuki ha detto di quanto fosse difficile ricavare il massimo dal Sega Saturn, ma che era soddisfatto della qualità visiva raggiunta dal progetto tanto da volerlo fare uscire sul sistema a 32 bit. Si dice che la versione di Shenmue per Saturn fosse quasi completa, ma a causa del collasso commerciale della console, Shenmue fu ritirato e mai distribuito per quel formato. Comunque SEGA stava già lavorando su una nuova console (che durante l'inizio dello sviluppo era chiamata katana) e il lavoro su Shenmue fu ripreso in fretta, con la potenza del nuovo sistema come formato.

### Project Berkley
Appena l'industria dei videogiochi ottenne maggiori informazioni sulla console di nuova generazione di SEGA, ovvero verso la fine del 1997 e l'inizio del 1998, essa si accorse anche di Shenmue. In questo periodo, tuttavia, il gioco era conosciuto solamente come Project Berkley. SEGA utilizzò tech demo del gioco per mostrare cosa era capace di produrre il Dreamcast. Molte di queste sequenze erano sviluppate veramente bene, infatti qualcuna di queste venne utilizzata nella versione finale del gioco. Questo ha fatto pensare a molti che Shenmue fosse probabilmente uno dei primi titoli per Dreamcast ad essere concepito. Shenmue diventò rapidamente il titolo per Dreamcast ad essere considerato come bandiera della SEGA, rappresentando la potenza grafica della nuova console, e l'abilità di creare un ambiente immersivo e dei personaggi cinematografici. Inoltre, le voci furono registrate sia in giapponese sia in inglese. Dei modelli di creta di ogni personaggio - indipendentemente da quanto fosse importante il loro ruolo nel gioco - furono costruiti come riferimento per gli sviluppatori che dovevano creare la versione finale dei modelli dei personaggi. Il gioco include anche degli spartiti musicali cinematografici, che hanno richiesto l'utilizzo di un'intera orchestra. Composta da Yuzo Koshiro, la colonna sonora è stata acclamata dalla critica ed è considerata da molti come una delle più belle colonne sonore mai create per un videogioco.

## Contenuti e caratteristiche

### Magic Weather System
Shenmue incorpora un sistema completamente originale per produrre le condizioni meteorologiche all'interno dell'universo del gioco. Chiamato Magic Weather System (Sistema Magico del Tempo) da Yu Suzuki, è uno degli elementi più importanti per la creazione del realistico universo del gioco. Per ogni giorno che il giocatore procede, sono generate le condizioni atmosferiche. Le condizioni variano dalla pioggia, alla neve, al cielo nuvoloso fino al sole e molte altre variazioni. Inoltre, il tempo può cambiare durante il giorno - per esempio, una mattina piovosa seguita da un pomeriggio nuvoloso. Due giocatori diversi non avranno mai le stesse condizioni atmosferiche, perché il gioco genera casualmente il tempo atmosferico ogni volta che si gioca (nonostante le condizioni siano generate casualmente rispecchiano comunque la stagione nella quale prendono luogo). In aggiunta, sono state implementate nel gioco le registrazioni delle condizioni atmosferiche reali avvenute durante il 1986/1987 (il periodo in cui è ambientato il gioco) nella zona di Yokosuka, dando al giocatore la possibilità di scegliere le "vere" condizioni atmosferiche oppure quelle generate casualmente.

### Geografia
Shenmue è ambientato a Yokosuka, Giappone. Le quattro zone principali di Yokosuka disponibili per il giocatore sono dettagliate e offrono molte strade per l'esplorazione. Il Dojo Hazuki si trova in un piccolo borgo chiamato Yamanose. Gli amici d'infanzia di Ryo, Ichiro Sakurada e Noriko Nakamura, sono anch'essi residenti a Yamanose. Subito a fianco di Yamanose c'è Sakuragaoka, un quartiere leggermente più grande. Qui ci sono diversi punti d'interesse, come il negozio di caramelle di Setsu Abe e il Parco di Sakuragaoka. Molte scene importanti del gioco avvengono in questa zona. Ci sono anche diversi abitanti di Sakuragaoka che possono offrire aiuto a Ryo nella sua avventura per cercare Lan Di, come Fusayo Mishima e Fusako Kondo, come anche Naoyuki Ito, che presta a Ryo la sua motocicletta quando Nozomi è stata rapita.
Dobuita, il secondo luogo più grande del gioco, è un'affollata cittadina che offre una grande varietà di persone e di attività. Dobuita offre al giocatore la più vasta selezione di negozi nel gioco, dai negozi di alimentari fino ai negozi specializzati in antichità dove possono essere comprate preziose pergamene di arti marziali. Nozomi si trova spesso a Dobuita presso il negozio di fiori di sua nonna. C'è anche una zona a luci rosse con molti bar, ristoranti e un piccolo casinò. Anche la fermata dell'autobus che permette a Ryo di andare al porto di Yokosuka si trova a Dobuita.
Il porto di Yokosuka è l'ambiente più grande in Shenmue. Ryo all'inizio arriva qui per incontrare Master Chen, ma più avanti comincia a lavorare al porto per scoprire informazioni sui Mad Angels, che hanno una grande influenza criminale sulla zona. Mark Kimberley, che alla fine diventa un valido amico di Ryo, lavora anche lui al porto, e ha diversi scontri con i Mad Angels. Shozo Mizuki, un barbone che vive al porto, è in realtà un combattente che si ispira a Iwao Hazuki, e insegna a Ryo molte tecniche di combattimento.

### Cultura
Shenmue si svolge nello spazio di pochi mesi, dal novembre del 1986 fino al tardo aprile del 1987 (in base alla velocità del giocatore nel proseguire nella storia). Sotto l'insistenza di Yu Suzuki, l'ambiente di gioco e la cultura aderiscono in maniera stretta a questo periodo. Le varie discipline di arti marziali giocano un ruolo importante sia nella trama che nel gameplay di Shenmue, e sono prevalenti gli aspetti della cultura Giapponese e Cinese relativi alle arti marziali. Il personaggio di Ryo rappresenta un tipico giovane giapponese dei tardi anni '80. È stato educato con una educazione tradizionale, e la sua infanzia è stata concentrata nell'apprendimento delle arti marziali in modo che un giorno potesse diventare responsabile del nome Hazuki. Tuttavia Ryo è parte di una generazione che sta cambiando valori. La sua generazione considera il benessere personale e una vita piacevole un'esperienza più desiderabile rispetto ai valori Giapponesi tradizionali. Questo tema del cambiamento dei valori appare dentro al gioco in varie forme, come nelle numerose inclusioni della cultura pop americana. Per esempio, Ryo veste un vestito tipicamente occidentale.

### Passport
Le versioni NTSC e PAL di Shenmue includevano una caratteristica non disponibile nell'originale uscita giapponese. Accessibile grazie a uno speciale quarto disco, la modalità Passport è un'applicazione di supporto che rende ancora migliore l'esperienza di Shenmue. La modalità Theater permette al giocatore di visualizzare le sequenze FMV sbloccate durante il gioco principale, e la modalità Music funziona allo stesso modo ma con le tracce sbloccate della colonna sonora del gioco. In aggiunta, la sezione Information permette ai nuovi giocatori di imparare meglio i vari aspetti del gameplay di Shenmue.
La modalità Passport utilizza inoltre la connettività ad internet del Dreamcast. La funzione Shenmue World contiene informazioni molto dettagliate sugli aspetti del mondo di Shenmue (per esempio i luoghi e i personaggi), e ospita anche un manuale online. Inoltre, Shenmue World permetteva ai giocatori di mettere online i loro punteggi dei giochi arcade trovati in Shenmue e competere in classifiche mondiali. Sempre dal Shenmue World si potevano scaricare Icone per la VMU con il tema di Shenmue e oggetti collezionabili all'interno del gioco (come capsule per i giochi). Caricando i propri salvataggi, i giocatori potevano inoltre utilizzare la Passport per visualizzare informazioni dettagliate - dalle ore totali di gioco, alla frequenza di utilizzo dei mini-giochi, fino al numero di Cola comprate. Il 1º aprile 2002, tutte le funzioni On-line del disco Passport furono interrotte. Questo successe a causa della cancellazione di tutte le produzioni per Sega Dreamcast, che implicò anche la chiusura dei sistemi ISP dedicati Dreamarena (per l'Europa) e SegaNet (per il Nord America).

## Accoglienza
Uscito all'inizio in Giappone alla fine del 1999, Shenmue è considerato da molti critici e fan come uno dei giochi di spicco per Sega Dreamcast. Questo è in gran parte dovuto al successo di innovazione tecnica raggiunto dal gioco, ma anche grazie all'originale e appagante esperienza di gioco.

### Resoconto critico
Shenmue ha spesso diviso la critica; molti lo hanno definito un capolavoro, mentre altri l'hanno trovato poco ispirato. Un aspetto del gioco universalmente lodato, in ogni caso, fu la sua grafica. Gaming Target, che diede al gioco il voto perfetto di 10/10, descrisse l'aspetto visivo di Shenmue come "La più grandiosa grafica in gioco che si sia mai vista su console." Anche recensori meno favorevoli al gioco inclusero forti frasi per l'aspetto visivo del gioco. RPG Fan, che diede al gioco il voto di 68%, scrisse "Shenmue è veramente un punto di riferimento. Il mondo e la sua complessità sono ineccepibili, semplicemente il più impressionante, reale e interattivo mondo che abbia mai visto." Tuttavia, molte recensioni parlano del ritmo del gioco come del difetto principale, lamentandosi del fatto che l'intera esperienza offerta da Shenmue è di gran lunga troppo lenta. GameSpot ha evidenziato questo problema nella loro recensione: "Da quando inizierete a guidare i muletti fino a quando arriverete alla conclusiva QTE, ore su ore di noia si faranno sentire." Molte altre critiche diedero al gameplay di Shenmue il plauso maggiore. Gamepower disse che il sistema di Combattimento Libero fu "esattamente divertente come quasi ogni altro gioco di lotta sul mercato." La testata premiò Shenmue con un raro voto di 10/10, e concluse la propria recensione con "Shenmue è una pietra miliare nel giocare come lo conosciamo, una rivoluzione in ogni senso della parola. Il futuro è qui, e noi lo stiamo guardando in faccia. Shenmue è un capolavoro, sono stato onorato di giocarlo." La rivista Retro Gamer lo ha classificato come il miglior gioco uscito per Dreamcast assieme al seguito Shenmue II su un massimo di venticinque titoli.

### Vendite
Fino al 2005, Shenmue ha venduto un totale di 1.18 milioni di copie in tutto il mondo, diventando il dodicesimo gioco più venduto per Dreamcast. Considerati gli alti costi di produzioni e i tanti complimenti della critica, questo dato è abbastanza deludente. Titoli minori come Marvel vs. Capcom, House of the Dead 2 e anche NFL 2K conseguirono vendite maggiori del più pubblicizzato Shenmue. La maggior parte delle vendite del gioco arrivarono dagli Stati Uniti e dall'Europa, dove trovò un interesse più significativo rispetto al Giappone. Shenmue è considerato uno dei molti titoli chiave del Dreamcast (la maggior parte dei quali sono produzioni SEGA) che garantì le solide vendite della console durante la stagione di Natale del 2000.

## Shenmue: The Movie
Shenmue: The Movie è un film d'animazione di 90 minuti costruito montando le principali scene di intermezzo di Shenmue, più scene di battaglia giocate da giocatori esperti. Nel 2001 è stato proiettato in alcuni cinema giapponesi, mentre in occidente è stato pubblicato solo in un DVD allegato alla versione per Xbox di Shenmue II.